# Misjnee Tora
Misjnee Tora of Mishneh Torah is een door de Rambam (Maimonides) geschreven joods wetboek. Het behandelt alle denkbare onderwerpen in de joodse wet, inclusief onderwerpen die heden ten dage niet meer van toepassing zijn, zoals de wetten met betrekking tot de offerdienst in de joodse tempel.
Een tweede titel van het boek is Jad HaChazaka ('de sterke hand'). Het is geschreven tussen 1170 en 1180, toen de Rambam in Egypte woonde, en wordt over het algemeen beschouwd als zijn meesterwerk.

## Onderdelen
1. Madda (Kennis):
  1. Jesodee Hatora: Geloof in God en andere Joodse geloofsprincipes
  2. De'ot: algemene gedragsregels
  3. Talmoed Tora: Tora-studie
  4. Awoda Zara: het verbod op avodah zara, afgodendienst
  5. Tesjoewa: de regels en filosofie van tesjoeva (het tot inkeer komen)
2. Ahawa (Liefde): de geboden die continu moeten worden vervuld om door middel van het vervullen van die geboden altijd aan God te denken, zoals gebed en tefilin
3. Zemaniem (Tijden):
  1. Sjabbat
  2. Eroew,
  3. Jom Tow: verboden op grote joodse feestdagen, waar die verschillen met de regels van de sjabbat
  4. Sjewitat `Asor: wetten van Jom Kipoer, behalve de dienst in de tempel (zie Avodat Jom Hakipoeriem)
  5. Chametz Oematza: zie Pesach
  6. Sjofar weloelaw wesoeka: zie Rosj Hasjana en Soekot
  7. Chanoeka Oemegilla: zie Chanoeka en Poerim
4. Nasjiem (Vrouwen):
  1. Isjoet: wetten van het huwelijk
  2. Geroesjin: wetten van echtscheiding
  3. Jiboem WaChalitsa: het leviraatshuwelijk
  4. Na'ara Betoela: de wetten met betrekking op een man die een ongetrouwde vrouw verleidt of verkracht
  5. Sota
5. Kedoesja (Heiligheid)
  1. Isoeree Bia: verboden seksuele relaties, inclusief nida (menstruele onreinheid), incest, overspel. Omdat interhuwelijken met niet-Joden verboden zijn, zijn ook de regels voor bekering tot het jodendom hierbij opgenomen.
  2. Ma'achalot Asoerot: verboden voedsel (zie kasjroet)
  3. Sjechieta: rituele slacht
6. Hafla'a (Scheiding): wetten van beloften en zweren
7. Zera'iem (Zaden): landbouwwetten
8. Awoda (Heilige dienst): de wetten van de joodse tempel
9. Korbanot (Offeringen): wetten voor offeringen in de joodse tempel, behalve voor offeringen namens het gehele
10. Tehora (Reinheid): de wetten van rituele reinheid
11. Neziekien (Verwondingen): strafrecht
12. Kinjan (Aankopen): wetten van kopen en verkopen
13. Misjpatiem (Rechten): civiel recht
14. Sjofetiem (Rechters): de wetten betreffende de wetgevers, het Sanhedrin, de koning, en de rechters.